# 5771 Somerville
5771 Somerville è un asteroide della fascia principale. Scoperto nel 1987, presenta un'orbita caratterizzata da un semiasse maggiore pari a 3,1389358 au e da un'eccentricità di 0,2162769, inclinata di 8,26731° rispetto all'eclittica.
L'asteroide è dedicato all'astronoma scozzese Mary Somerville.